# Champs (marca)
A Champs foi uma fabricante de materiais esportivos. Foi parte do grupo P. Leandrini e atuava no Brasil com marca própria, mas decidiu difundir seu nome no país a partir de 2006. A marca patrocinou times como Bragantino, Guarani, Portuguesa, Náutico e outras tantas.
Ficou conhecida por querer andar mais que as próprias pernas ao patrocinar o Vasco, no ano de 2009, prometendo altos valores sem cumprir seu pagamento. Ainda houve a promessa de camisas a um preço de no máximo R$ 40,00, situação que esteve longe de acontecer. Além disso, evidenciou-se a grande falta de logística e capacidade industrial para abastecer a alta demanda de camisas do Vasco. Assim, o Vasco rescindiu se contrato com a Champs e assinou com a Penalty. As dificuldades da empresa paulista em se adaptar no ramo foram tantas que é notório saber que o goleiro do Vitória, equipe à epóca também patrocinada pela Champs, se viu obrigado a usar um meião do Vasco em um jogo oficial pois foi a única meia disponibilizada pela Champs para a equipe baiana.

## Dona da Champs é presa por estelionato e fraude
A dona da empresa de material esportivo, Champs, foi presa em São Paulo acusada de estelionato. Mariceli Leandrini, conhecida como a “Mary da Champs”, foi detida em um condomínio de luxo entre as cidades de Valinhos e Campinas.
Segundo as investigações da Polícia de São Paulo, “Mary da Champs” é a chefe de uma quadrilha especializada em fraudar caixas eletrônicos e que já desviou mais de R$ 2 milhões em um mês.
Durante a prisão de Mary a polícia encontrou na casa da dona da Champs quatro carros e cinco motos, que seriam usados para a realização dos crimes.
Em poucos anos no mercado, a Champs chegou a vestir equipes como Ipatinga-MG (entre 2007 e 2008, dando lugar a Topper para a disputa do campeonato brasileiro),Vasco, Portuguesa, Náutico, Avaí, Treze, Guarani, Ponte Preta, Clube Do Remo de Belém Do Pará, Joinville e São Caetano.